# 智蘊

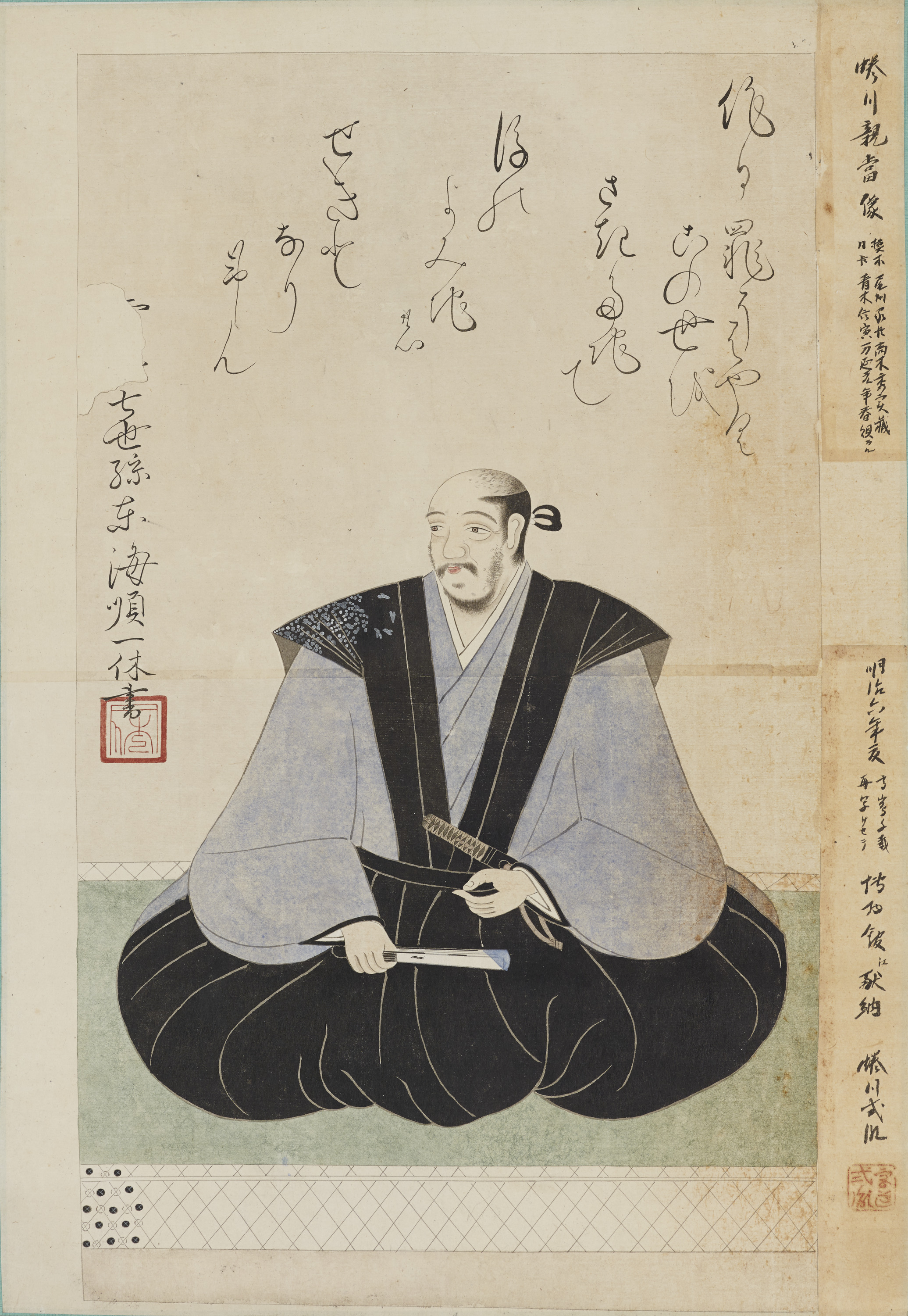
蜷川親当像，藏于東京国立博物館。

智蘊（日语：／；生年不詳—1448年6月13日），本名蜷川親當，通稱新右衛門，法名五峰，是室町時代中期的幕府官员、連歌師。
出身室町幕府世襲政所代一職的蜷川氏，是蜷川親俊的次子。其子為蜷川親元，岩松明純為其女婿。因為他與一休宗純間的往來而廣為人知。

## 经历
直到應安（大概是1370年代前半）之前，都住在越中国太田庄。之後在足利義教的政所當官，並在義教死後出家，號智蘊。向正徹學習和歌。正徹的《正徹物語》下卷《清巌茶話》中則有關於他的故事留存。
他的連歌，初次出現在1433年（永享5年）《永享五年北野社一日一万句連歌》，並參加許多連歌会。與宗砌一同被稱連歌中興之祖。連歌集除了《親當句集》外，作品也出現在《竹林抄》《新撰菟玖波集》。被宗祇選為“連歌七賢”之一。
其子親元所寫的《親元日記》中，有智蘊與一休宗純往來記錄。另外智蘊在動畫《一休和尚》中，以蜷川新右衛門的身分登場，但實際上他是在出家晚年後才與一休有往來。
墓地在宮道氏京都真如堂（京都市左京區淨土寺真如町），墓碑則在蜷川氏的菩提寺——最勝寺（富山縣富山市蜷川）。

## 相关
- 武藏：格鬥家，法學学者蜷川新的曾孫，也是蜷川親當的末裔。
- 動畫《一休和尚》，配音：野田圭一。